# Detroit (Kansas)
Detroit – jednostka osadnicza w Stanach Zjednoczonych, w stanie Kansas, w hrabstwie Dickinson.